# Yellowknife (Stadt)

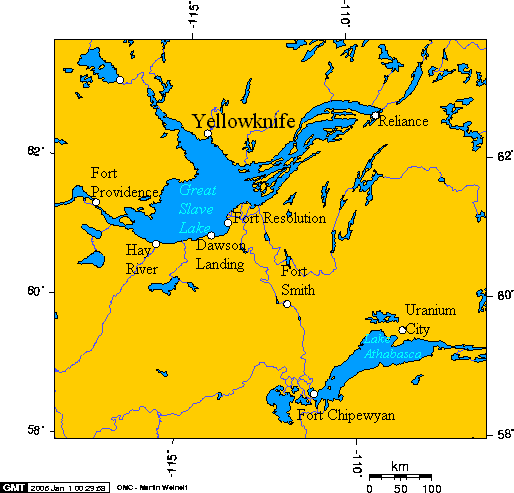
Großer Sklavensee und Athabascasee

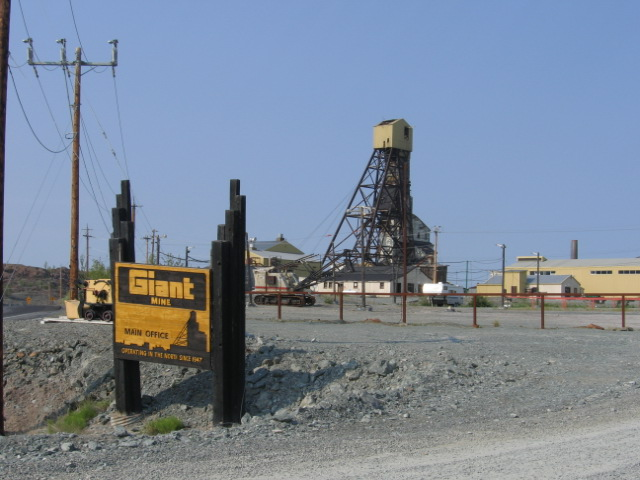
Giant Mine

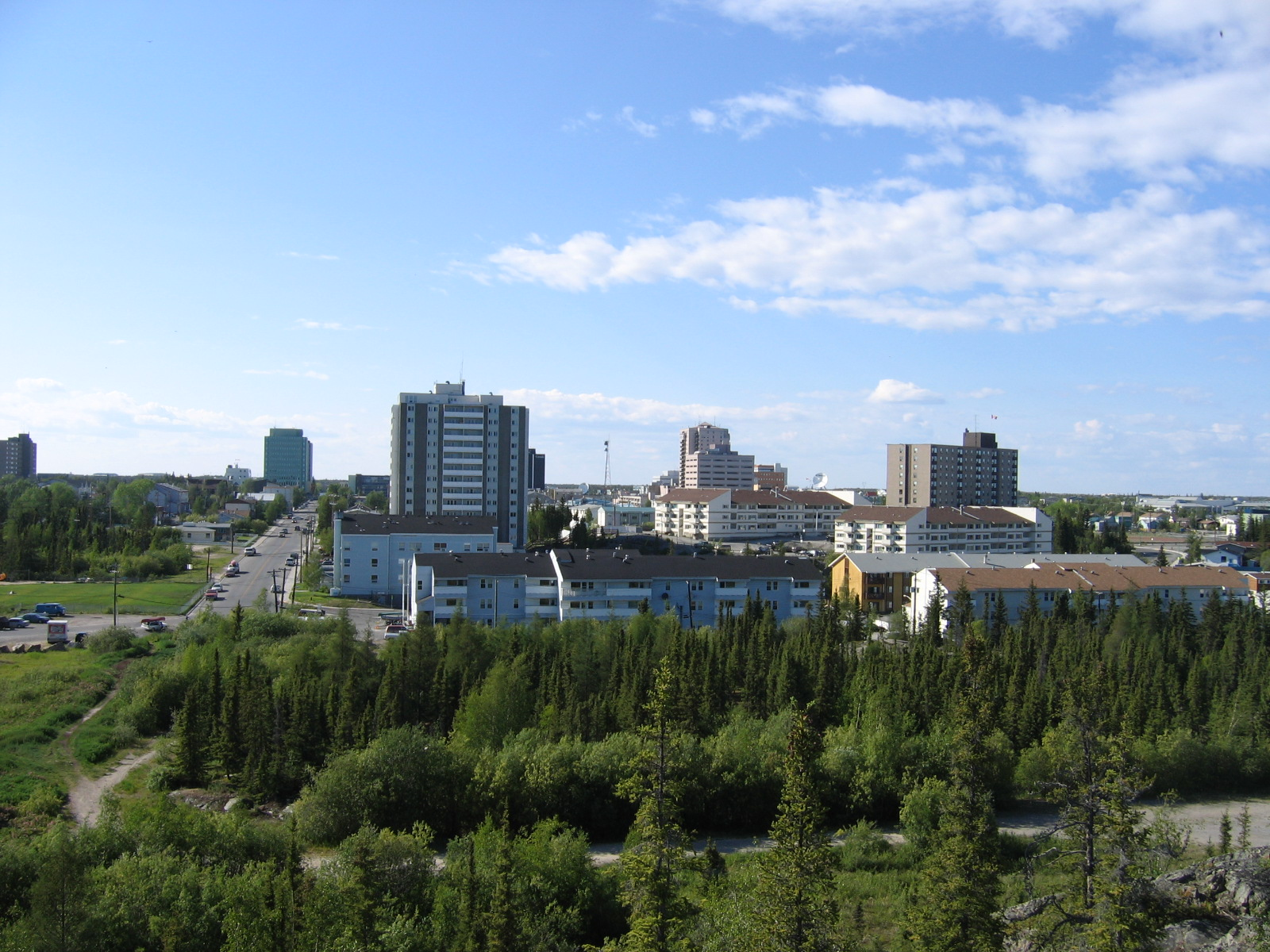
Downtown Yellowknife

Yellowknife (englisch für Gelbes Messer) ist die Hauptstadt der kanadischen Nordwest-Territorien mit etwa 19.600 Einwohnern. Sie liegt am Nordufer des Großen Sklavensees, wo der Yellowknife River in die Yellowknife-Bucht mündet. Das Gebiet umfasst eine Fläche von 105,20 km² und ist reich an Gold und Diamanten.

## Übersicht
Der Name Yellowknife kommt von den gelblich schimmernden Kupfermessern der kanadischen First Nation Yellowknife, die im frühen 18. Jahrhundert kupferne Messer, Äxte und Werkzeuge gegen Nahrung mit anderen Stämmen tauschten. Es liegt in den traditionellen Jagdgebieten der ebenfalls zu den Dene gehörenden Dogrib, die in den 1820er Jahren das Land von den Yellowknife in Besitz nahmen, so dass diese gezwungen waren, sich zum Schutz den verwandten Chipewyan anzuschließen.
Ab 1933 kontrollierte die kanadische Regierung das Gebiet. Als selbständige Gemeinde erhielt der Ort 1953 ein eigenes Rathaus. Mit der Ernennung als Territorialhauptstadt 1967 entstanden Regierungsgebäude und neue Wohnhäuser. Ab dem 1. Januar 1970 erhielt die Gemeinde als erste in den Nordwest-Territorien das Stadtrecht. Nach der Schließung der letzten Goldmine 2004 wandelte sich die Stadt mehr als Regierungssitz und Servicezentrum der örtlichen Diamantenindustrie.
Der Yellowknife Airport gehört zum Nationalen „Airports System“ von Kanada. Er ist eine Art Drehscheibe für Linienflüge nach ferneren Zielen wie Iqaluit, Edmonton oder Cambridge Bay, aber auch in die nähere Umgebung. Mit Charterflug ist von hier aus z. B. Bathurst Inlet erreichbar. Von Bedeutung ist auch der im Sommer frequentierte Landeplatz für Wasserflugzeuge in der Yellowknife Bay.
Die Bevölkerung ist ethnisch gemischt und die territoriale Verwaltung unterscheidet mehrere Athapasken-Sprachen, Englisch und Französisch. Viele der Einwohner arbeiten für Bergbaugesellschaften.

## Geschichte
Ab 1798 wurde die Poststation Fort Providence am Westufer des Großen Sklavensees betrieben, aber nach 31 Jahren wieder aufgegeben. Auf ihrem Weg entdeckten Schürfer 1896 im Klondike erste Goldfunde. In den späten 1920er Jahren wurden Flugzeuge eingesetzt, um die arktischen Regionen Kanadas zu erkunden. Die in den frühen 1930er Jahren entdeckten Radium- und Silbervorkommen am Großen Bärensee lockten mehr Neugierige in das Gebiet auf der Suche nach Edelmetall.
1933 zogen die beiden Schürfer Herb Dixon und Johnny Baker mit ihrem Kanu den Yellowknife River flussabwärts, um mögliche Mineralvorkommen zu untersuchen. An zwei Stellen fanden sie Gold. Schon ein Jahr später begann die Förderung des Edelmetalls. Kurz nachdem staatliche Geologen 1935 weitere Vorkommen im Westen der Yellowknife-Bucht fanden, erlebte das Gebiet einen kurzen Goldrausch. Die erste Siedlung Old Town entstand um 1936/37 und die Con-Mine startete am 5. September 1938 mit dem Abbau von Gold. Der Yellowknife Administration District wurde 1938 gegründet und die Zahl der Einwohner stieg bis 1940 auf 1000.
1942 mussten zwei der sechs Goldminen schließen. Zwei Jahre später wurde aus Mangel an Arbeitern die Goldproduktion vorläufig ganz eingestellt. Es begann aber schon die Planung für die Ausbeutung der Giant-Mine am Nordende des Ortes, die enorme Vorkommen enthielt. Nach erneuten Entdeckungen zog es immer mehr Menschen nach Yellowknife. Wegen Überbevölkerung wurde die Siedlung um das neue Viertel New Town erweitert. Ein wichtiger Faktor für einen erneuten Aufschwung war das 1948 in Betrieb gegangene Wasserkraftwerk am Snare Lake. Im selben Jahr begann die Förderung in der Giant-Mine.
Diamanten wurden im Herbst 1991 dreihundert Kilometer nördlich von Yellowknife entdeckt und bescherten der Gegend einen erneuten Boom, aber auch neuen Streit um Land zwischen der kanadischen Regierung und den Yellowknife-Dene-Indianern. In Nordamerikas erster Diamantenmine Ekati wurden seit der Eröffnung am 14. Oktober 1998 über fünf Tonnen des Edelsteins aus dem Kimberlitgestein abgebaut. Die Diavik-Diamantenmine produziert seit 2003 jährlich 1600 kg oder acht Millionen Karat.
Yellowknife ist der Ausgangspunkt für die längste Eisstraße der Welt, die die Minen mit dem amerikanischen Straßennetz verbindet. Diese Straße führt über zugefrorene Seen, ist nur zwei Monate im Jahr geöffnet und wird Tibbitt to Contwoyto Winter Road genannt.
Seit 1979 ist das Prince of Wales Northern Heritage Centre das Hauptmuseum und -archiv des Territoriums.
Die Stadt war bereits mehrfach Austragungsort der Arctic Winter Games, zuletzt 2008.
Während der kanadischen Waldbrandsaison 2023 begann die Territorialregierung am 16. August 2023 mit der Evakuierung von Yellowknife, da sich verschiedene Waldbrände der Stadt näherten und befürchtet wurde, dass der Yellowknife Highway bald nicht mehr befahrbar sein würde und damit der Fluchtweg abgeschnitten.

## Klima
|                        | Jan   | Feb   | Mär   | Apr   | Mai  | Jun  | Jul  | Aug  | Sep  | Okt  | Nov   | Dez   |   |       |
| Mittl. Temperatur (°C) | −26,8 | −23,4 | −17,3 | −5,3  | 5,6  | 13,5 | 16,8 | 14,2 | 7,1  | −1,7 | −13,8 | −23,7 | ⌀ | −4,5  |
| Mittl. Tagesmax. (°C)  | −22,7 | −18,6 | −11,2 | 0,4   | 10,6 | 18,2 | 21,1 | 18,2 | 10,3 | 1,0  | −9,9  | −19,7 | ⌀ | −0,1  |
| Mittl. Tagesmin. (°C)  | −30,9 | −28,1 | −23,3 | −11,0 | 0,5  | 8,7  | 12,4 | 10,3 | 3,8  | −4,4 | −17,7 | −27,7 | ⌀ | −8,9  |
|                        |       |       |       |       |      |      |      |      |      |      |       |       |   |       |
| Niederschlag (mm)      | 14,1  | 12,9  | 13,4  | 10,8  | 19,1 | 26,9 | 35,0 | 40,9 | 32,9 | 35,0 | 23,5  | 16,3  | Σ | 280,8 |
|                        |       |       |       |       |      |      |      |      |      |      |       |       |   |       |
| Sonnenstunden (h/d)    | 1,5   | 3,5   | 6,1   | 9,0   | 10,9 | 12,7 | 11,9 | 9,2  | 5,2  | 2,0  | 1,4   | 0,8   | ⌀ | 6,2   |
|                        |       |       |       |       |      |      |      |      |      |      |       |       |   |       |
| Regentage (d)          | 11,2  | 9,0   | 8,2   | 5,4   | 6,7  | 7,5  | 9,5  | 10,1 | 10,8 | 14,2 | 14,4  | 12,0  | Σ | 119   |

| −30,9 |

| −28,1 |

| −23,3 |

| −11,0 |

| 0,5 |

| 8,7 |

| 12,4 |

| 10,3 |

| 3,8 |

| −4,4 |

| −17,7 |

| −27,7 |

| −30,9 |

| −28,1 |

| −23,3 |

| −11,0 |

| 0,5 |

| 8,7 |

| 12,4 |

| 10,3 |

| 3,8 |

| −4,4 |

| −17,7 |

| −27,7 |

| N i e d e r s c h l a g | 14,1 | 12,9 | 13,4 | 10,8 | 19,1 | 26,9 | 35,0 | 40,9 | 32,9 | 35,0 | 23,5 | 16,3 |
|                         | Jan  | Feb  | Mär  | Apr  | Mai  | Jun  | Jul  | Aug  | Sep  | Okt  | Nov  | Dez  |

## Wirtschaft

### Überblick

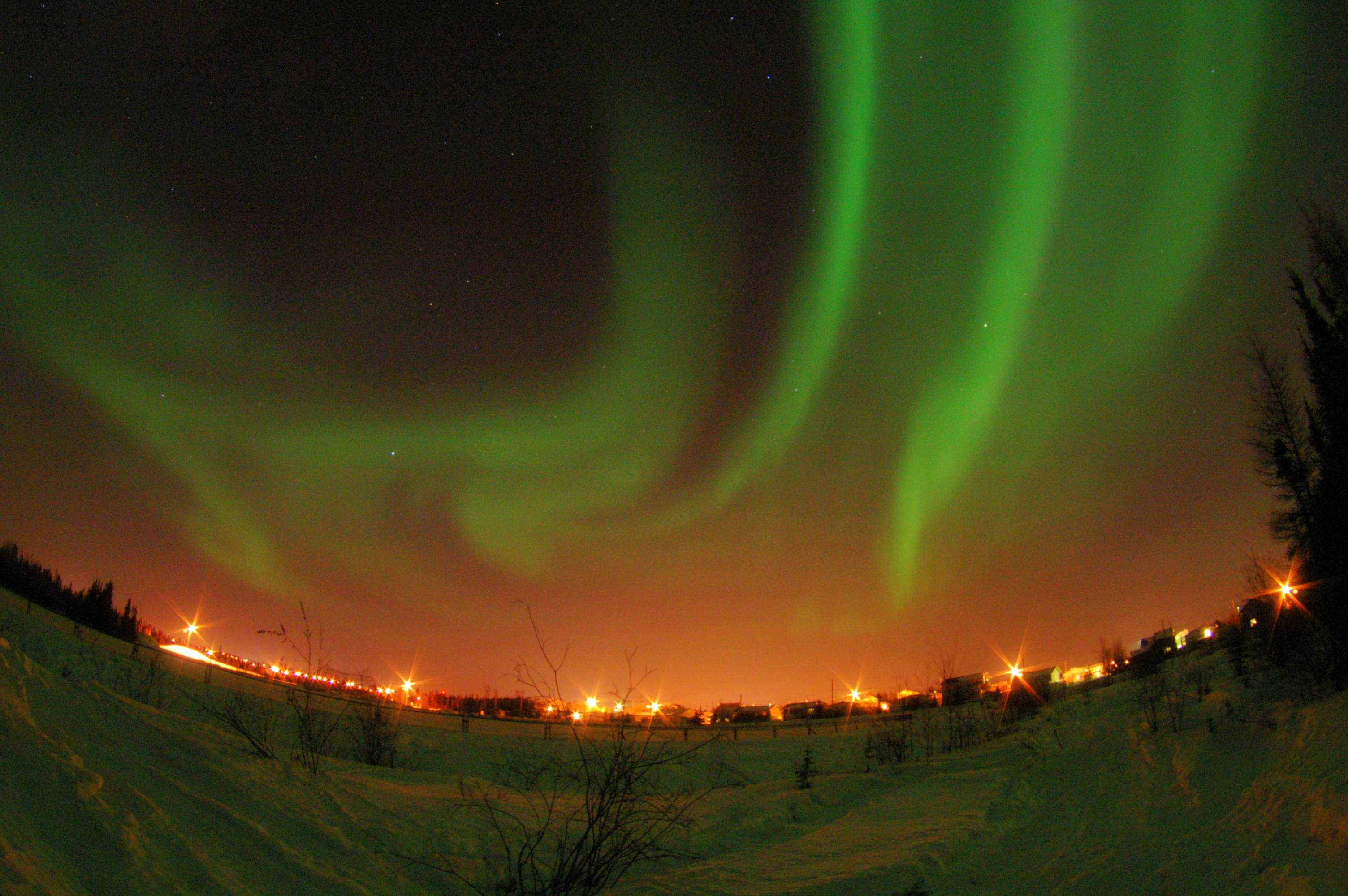
Polarlichter über Yellowknife

Als die größte Stadt in den Nordwest-Territorien hat sich Yellowknife zu einem großen Standort für den Bergbau und den Tourismus sowie für die Transport- und Kommunikationsbranche entwickelt. Bildungs- und Gesundheitseinrichtungen sowie Regierungsbehörden sind ebenfalls ansässig.
Anfänglich war der Goldminenbetrieb ein wichtiger Wirtschaftsfaktor. Aufgrund der damaligen fallenden Goldpreise und steigenden Kosten für die Minen, wurde die letzte Goldmine 2004 geschlossen, was zu einer Neuausrichtung der Wirtschaft in der Stadt führte. Yellowknifes Wirtschaft hat sich aufgrund des Diamanten-Booms jedoch stark erholt. Die Ekati Diamond Mine, die von BHP Billiton betrieben wird, wurde 1998 eröffnet. Eine zweite Mine, die Diavik Diamond Mine begann 2003 mit der Produktion. Die zwei Minen erwirtschafteten 2004 12.618.000 Karat (ca. 2524 kg) mit einem Wert von über 2,1 Milliarden C $. Dies machte Kanada zum drittgrößten Diamantenproduzenten weltweit nach Produktionswert und zum sechstgrößten nach Gewicht. Eine dritte Mine, die Snap-Lake-Diamantenmine von De Beers erhielt ihre Abbaugenehmigung 2005 und begann mit der Produktion im Jahre 2007. Darüber hinaus beantragte De Beers im Jahre 2005 eine Abbaugenehmigung für eine neue Mine, Gahcho Kue Diamond Mine Project. Mit dem Bau der Mine wurde 2010 begonnen. Die volle Produktionskapazität soll die Mine 2012 erreichen. Das ökonomische Wachstum in den Nordwest-Territorien betrug im Jahr 2003 rund 10,6 %.
Zu den größten Arbeitgebern gehören zu einem die Provinzregierung, die Bundesregierung, Diavik Diamond Mines Incorporated (eine Tochtergesellschaft von Rio Tinto Group)/Harry Winston Diamond Corporation, BHP Billiton, Canadian North, NorthwesTel, RTL Robinson Trucking und die City of Yellowknife. Die öffentlichen Arbeitgeber schaffen rund 7.644 Arbeitsplätze.
Während der Wintermonate ist die Tibbitt to Contwoyto Winter Road, eine Eisstraße, für Lastkraftwagen geöffnet. Diese beliefern den nördlichen Bereich von Yellowknife mit benötigten Materialien. Die Eisstraße ist in der Regel vom Ende Januar bis Ende März/Anfang April befahrbar. Yellowknife entwickelt sich in dieser Zeit zu einem Anziehungspunkt für Fernfahrer, die auf der Eisstrecke fahren wollen. Während der Eissaison 2007 wurden mehrere Fahrer auf dieser Strecke von der Dokumentationsreihe des Senders History Channel in der Serie Ice Road Truckers begleitet.
Der Tourismus zählt auch zu den größeren Wirtschaftsbereichen in den Nordwest-Territorien und Yellowknife. Die überwiegende Zahl der Touristen kommt aus Japan, um die nördlichen Gebiete von Kanada mit ihrer traditionellen Kultur der Einheimischen sowie die Polarlichter zu erleben.
Der Hauptsitz der regionalen Fluggesellschaft Canadian North befindet sich in Yellowknife. Die Airline nutzt den Yellowknife Airport als Hauptverkehrsflughafen.

### Öffentliche Einrichtungen

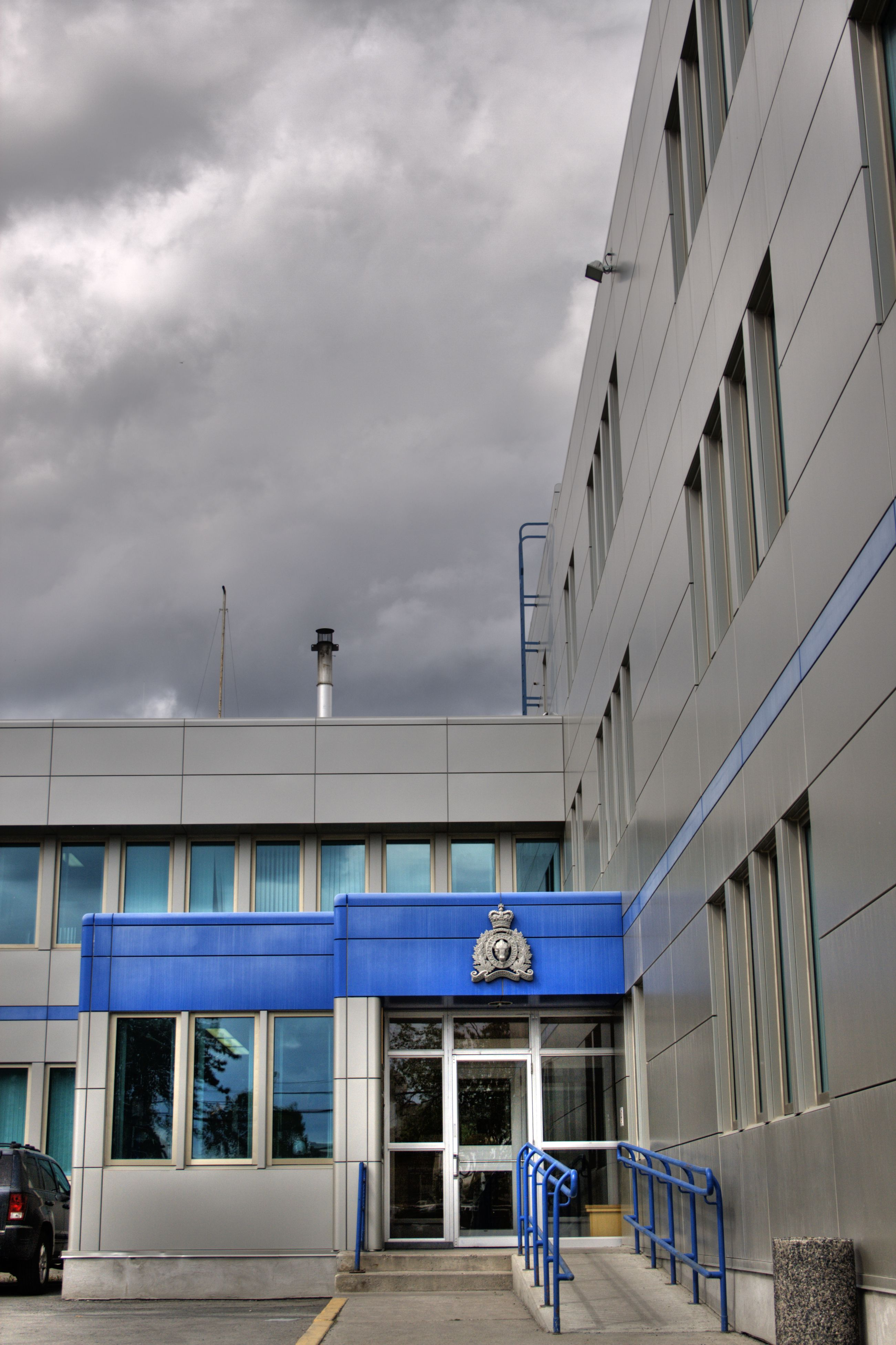
RCMP-Gebäude

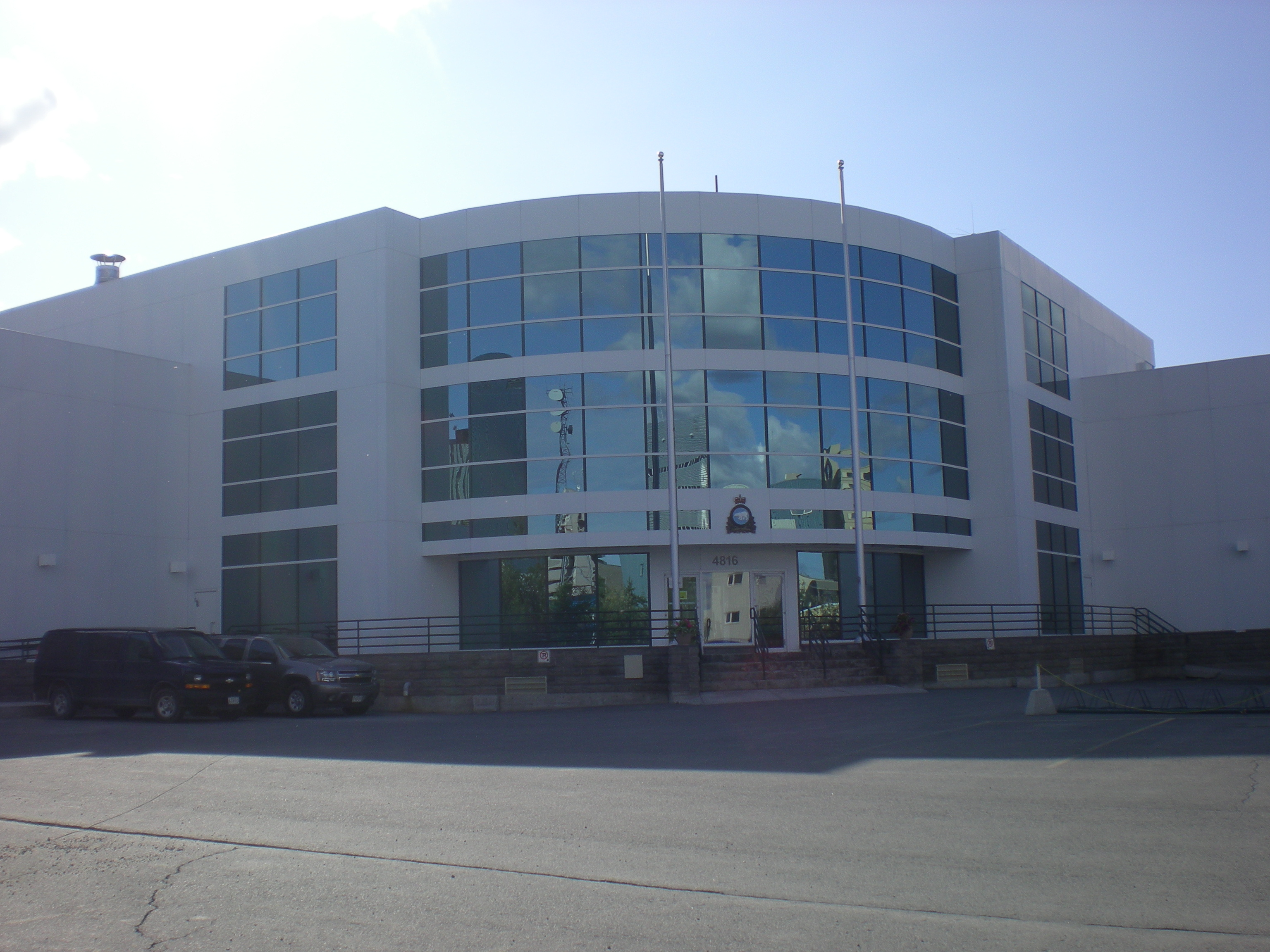
Canadian Forces Northern Area Headquarters (CFNA HQ)

Die öffentliche Ordnung in Yellowknife wird von der kanadischen Bundespolizei, der Royal Canadian Mounted Police  (RCMP) sichergestellt. Die G-Division der RCMP, zuständig für die Nordwest-Territorien, hat ihren Hauptsitz in Yellowknife. Das Yellowknife Fire Department ist zuständig für Brandbekämpfung sowie medizinische Erstversorgungen. Das Stanton Territorial Hospital ist das größte Krankenhaus in den Nordwest-Territorien.

## Kurioses/Sonstiges
Im September 1984 musste das Flugzeug von Papst Johannes Paul II. während seiner Kanadareise in Yellowknife landen, da der eigentliche Zielflughafen Fort Simpson wegen dichten Nebels nicht angeflogen werden konnte und der Treibstoff auszugehen drohte. Der Papst wurde vor das Flughafengebäude geleitet, wo er eine kurze Ansprache hielt und die Schaulustigen, die im Radio von dem unvorhergesehenen Ereignis gehört und sich versammelt hatten, mit „I greet you, people of Yellow“ begrüßte. Die Menschen antworteten im Chor mit „knife“ worauf der Papst seinen Gruß erstaunt wiederholte, die Schaulustigen wieder „knife“ riefen – bis ihm jemand ins Ohr flüsterte: „Heiliger Vater, wir sind in einem Ort gelandet, der 'Yellowknife' heißt“, worauf der Papst lachen musste und die gute Laune wiederhergestellt war.

## Partnerstädte
| Vereinigte Staaten | Reno, Nevada, Vereinigte Staaten      |
| Vereinigte Staaten | Fairbanks, Alaska, Vereinigte Staaten |
| Russland           | Jakutsk, Sacha, Russland              |

## Persönlichkeiten
- Joe McBryan, Pilot und Inhaber von Buffalo Airways, bekannt aus der TV-Serie Ice Pilots
- Alex Debogorski, Fernfahrer und bekannt durch die Dokureihe Ice Road Truckers
- Margot Kidder (1948–2018), Schauspielerin, bekannt durch die Superman-Filme, als Lois Lane
- Kevin Koe (* 1975), Curler
- Tobias Mehler (* 1976), Schauspieler, bekannt durch Stargate SG-1 und Battlestar Galactica [8]
- Dustin Milligan (* 1985), Schauspieler, bekannt durch die TV-Serie Beverly Hills, 90210
- Maxwell William Ward (1921–2020), Flugpionier und Unternehmer